# Петербурзька академія наук
Петербу́рзька акаде́мія нау́к, Імператорська академія наук — прийнята в літературі назва вищої наукової установи Російської імперії в 1724—1917 роках. Заснована 28 січня (8 грудня) 1724 року в Петербурзі указом імператора Петра I. З лютого (чи травня) 1917 року — Російська академія наук.

## Назви і спадкоємність

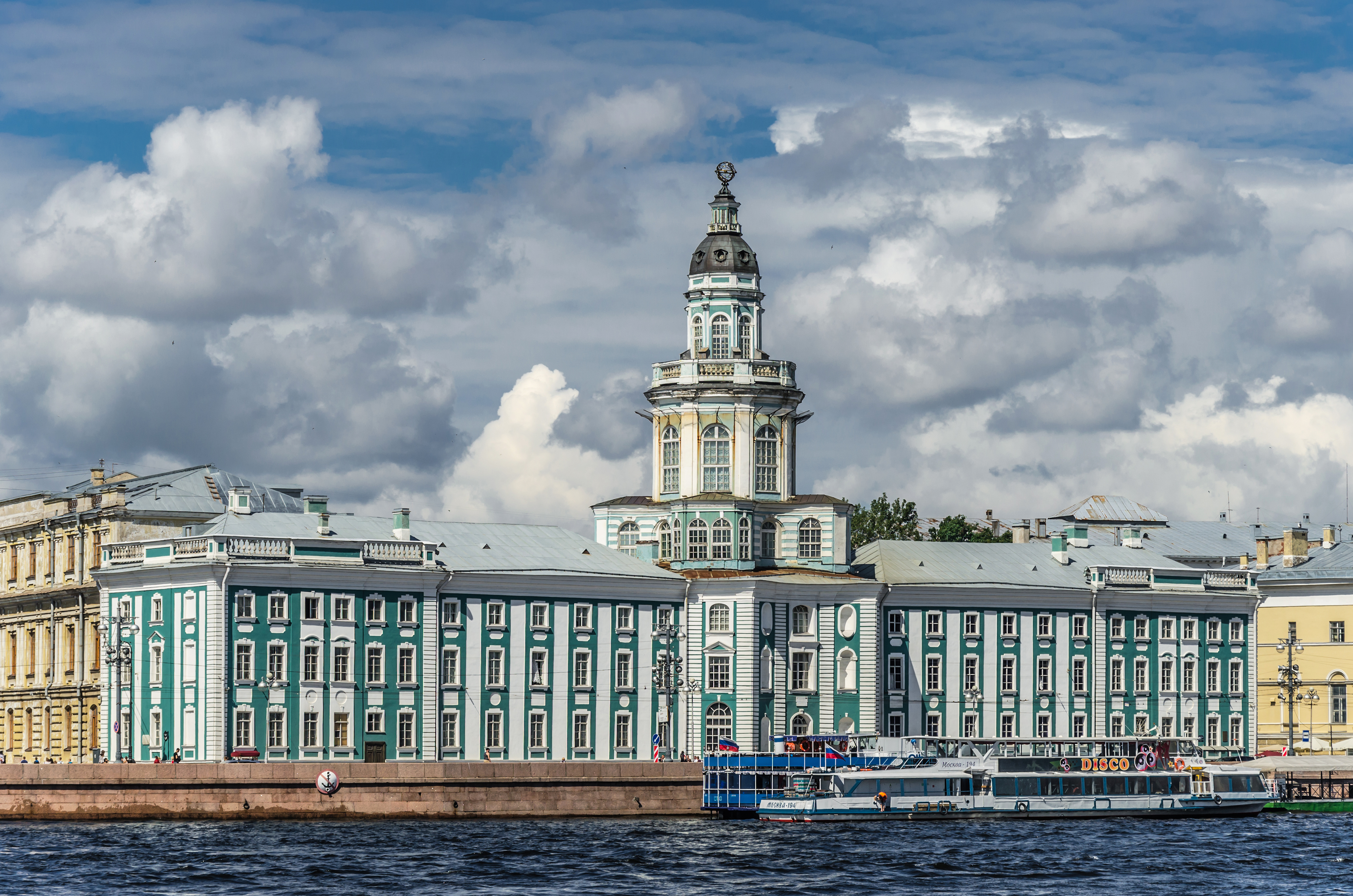
Кунсткамера, вид з Неви

У різні роки Академія наук у Санкт-Петербурзі носила різні офіційні назви.
З 1724 по 1747 роки Академія не мала чіткої офіційної назви і статуту. Діяли лише:
- Іменний указ імператора Петра I від 22 січня (2 лютого) 1724 року про заснування Академії Наук та Мистецтв[4] («академія наук і курйозных художеств»[5]) (оголошений з Сенату 28 січня (8 лютого) 1724 року), з додатком «Проєкту установи Академії з призначенням на утримання доходів», складеного Блюментростом за вказівками Петра I з особистими резолюціями імператора;
- Іменний указ імператора Петра I від 23 лютого (6 березня) 1725 року «Про запрошення вчених людей в Російську Академію Наук і про видачу, бажаючим їхати в Росію, потрібної матеріальної допомоги», даний російському послу, князю Куракіну;
- Іменний указ імператриці Катерини I від 7 (18) грудня 1725 року «Про заклад Академії Наук та про призначення президентом лейб-медика Блюментроста» (оголошений з Сенату 21 грудня 1725 (1 січня 1726) року);
- Щонайвище затверджена імператрицею Ганною Іоанівною доповідь Академії Наук від 4 (15) лютого 1733 року «Про форму друку Академії».

24 липня (4 серпня) 1747 року імператрицею Єлизаветою Петрівною були затверджені «Регламент Імператорської Академії Наук і Мистецтв у Санкт-Петербурзі» і «Штат Санкт-Петербурзької Імператорської Академії Наук і Мистецтв», з поділом її власне на Академію та Університет. З тих пір всі офіційні назви Петербурзької Академії наук фіксувалися в статуті (регламенті) і штаті.
25 липня (6 серпня) 1803 року імператор Олександр I затвердив «Регламент Імператорської Академії Наук» та «Зразковий Штат Академії Наук».
30 січня (11 лютого) 1830 року імператор Микола I щонайвище затвердив додаткові пункти до «Регламенту Імператорської Академії Наук» та «Штат Імператорської Академії Наук» (опубліковані Сенатом 19 лютого (3 березня) 1830 року).
8 (20) січня 1836 року імператор Микола I щонайвище затвердив «Статут Імператорської Санкт-Петербурзької Академії Наук» та «Штат Імператорської Санкт-Петербурзької Академії Наук», а також звелів Академії видавати невеликі праці своїх членів в сукупності під заголовком «Записки Імператорської Академії Наук».
19 (31) жовтня 1841 року вийшли рескрипт на ім'я міністра народної освіти і щонайвище затверджене імператором Миколою I «Положення про Відділення Російської мови та словесності при Імператорській Академії Наук», на підставі якого Імператорська Російська Академія була приєднана до Імператорської Академії Наук у вигляді особливого Відділення російської мови та словесності.
З лютого (чи травня) 1917 року Імператорську Академію Наук за рішенням Загальних зборів вчених було запропоновано називати Російською Академією Наук. Розпорядженням Тимчасового уряду від 11 (24) липня 1917 року (журнал засідання Тимчасового уряду за № 39) постановлено колишню Імператорську Академію Наук надалі іменувати Російською Академією Наук. Згодом вона стала Академією наук СРСР і Російською академією наук.
Список офіційних назв Академії наук з 1724 по 2013 роки:
- 1724 — Академія наук і мистецтв у Санкт-Петербурзі
- 1747 — Імператорська академія наук і мистецтв у Санкт-Петербурзі
- 1803 — Імператорська академія наук
- 1836 — Імператорська Санкт-Петербурзька академія наук
- 1917 — Російська академія наук
- 1925 — Академія наук СРСР
- 1991 — Російська академія наук

Є приклади «нестатутного» іменування академії Імператорської Академією Наук в 1760 і 1774 роках (замість «Санкт-Петербурзька Імператорська Академія Наук і Мистецтв»), а також у 1890—1901 і 1905 роках (замість «Імператорська Санкт-Петербурзька Академія Наук»). Профільна стаття в ЕСБЄ (1890—1907) також має назву "Академія наук Імператорська (у С.-Петербурзі)".

## Створення Академії

### Плани Петра I по створенню Академії
Створення Академії наук безпосередньо пов'язано з реформаторською діяльністю Петра I. Як тільки почали засновуватися деякі училища, виникла думка і про створення Академії наук. Приклад Паризької академії, бесіди Петра з багатьма вченими за кордоном, поради Лейбніца, неодноразові уявлення багатьох іноземців, сподвижників Петра, переконали його в необхідності започаткувати академію наук і в Росії. За твердженням П. П. Пекарського, намір Петра заснувати Академію наук у Петербурзі слід віднести до часу не пізніше 1720 року.
Одним з багатьох пропозицій Петра I була подана 11 (22) червня 1718 року доповідь одного з його іноземних сподвижників, Генріха Фіка, у якій Фік зголосився представити Петру записку «Про неважке виховання та навчання російських младих дітей, щоб оних в малий час в досконалість поставити». Ця доповідь удостоїлася такої резолюції Петра: «Зробити академію, а нині підшукати росіян, хто вчений і до того схильність має, також почати перекладати книги юриспруденції та інше».
Прийняття в Паризьку академію також зміцнило Петра I в його намірі завести академію. У відповіді Паризької академії 18 лютого (1 березня) 1721 року Петро I, зокрема, писав: «Ми нічого більше не бажаємо, як щоб через старанність, яку ми будемо докладати, науки в кращий колір привести, себе яко гідного вашої компанії члена показати». Пошук персоналу для академії передбачалося здійснити звичним способом: викликом іноземних вчених з-за кордону. Засоби для академії передбачалося виділити з державної скарбниці. Для академічного інвентарю вже існував доробок: книги, що дісталися у вигляді трофеїв при завоюванні Остзейського краю, доповнені закупленими Петром за кордоном книгами, склали бібліотеку істотних розмірів; а з різноманітних колекцій, отриманих Петром під час закордонних подорожей, утворилася Кунсткамера.
Лейб-медику імператора Л. Л. Блюментроста було доручено скласти проєкт-положення про академію та університет, розглянутий і схвалений Петром I 22 січня (2 лютого) 1724 року. На початку цієї доповіді формулювалися відмінності між цими двома установами: університет визначався як «збори вчених людей, які наукам … до якого стану оні нині дійшли, младих людей навчають», академія ж — як «збори вчених і майстерних людей, які не токмо сії науки у своєму роді, в тому градусі, в якому оні нині знаходяться, знають, але і через нові інвенти оні здійснюються і множаться». Потім обґрунтовується теза про те, що в умовах Росії роздільне існування цих двох установ користі не принесе.
Відповідно до проєкту, Петербурзька Академія наук повинна була за своєю структурою значно відрізнятися від західноєвропейських академій. По-перше, вона фактично утворювала нерозривну єдність зі створюваними при ній Академічним університетом та гімназією: хоча формально це були окремі установи, а й до складу членів Академії, і в викладацький штат університету входили одні й ті ж люди (тобто нова академія повинна була поєднувати функції наукового дослідження і навчання). По-друге, вона являла собою державну установу, що фінансувалася за рахунок скарбниці; а її члени, отримуючи платню, мали забезпечувати науково-технічне обслуговування держави. При цьому обов'язки, покладені на академіків (професорів), були різноманітними: стежити за науковою літературою і складати зведення наукових результатів за своєю спеціальністю, брати участь у щотижневих засіданнях і річних публічних зборах Академії, давати наукові довідки і перевіряти пропоновані Академії нові відкриття, складати для студентів курси за своєю наукою, читати публічні лекції.
28 січня (8 лютого) 1724 року послідував іменний указ Сенату «Про заснування Академії Наук та Мистецтв». Згідно з цим указом, кожен академік повинен був скласти навчальне керівництво на користь учнівського юнацтва і кожен день по годині займатися публічним викладанням свого предмету. Академік повинен був підготувати одного або двох вихованців, які б з часом могли заступити на його місце, причому Петро висловив бажання, «щоб такі були обрані з слов'янського народу, щоб могли зручніше російських вчити». На утримання академії було виділено 24912 рублів «з митних і ліцентних доходів, зібраних з міст Нарви, Дерпта, Пярну і Аренсбурга».

### Відкриття Академії

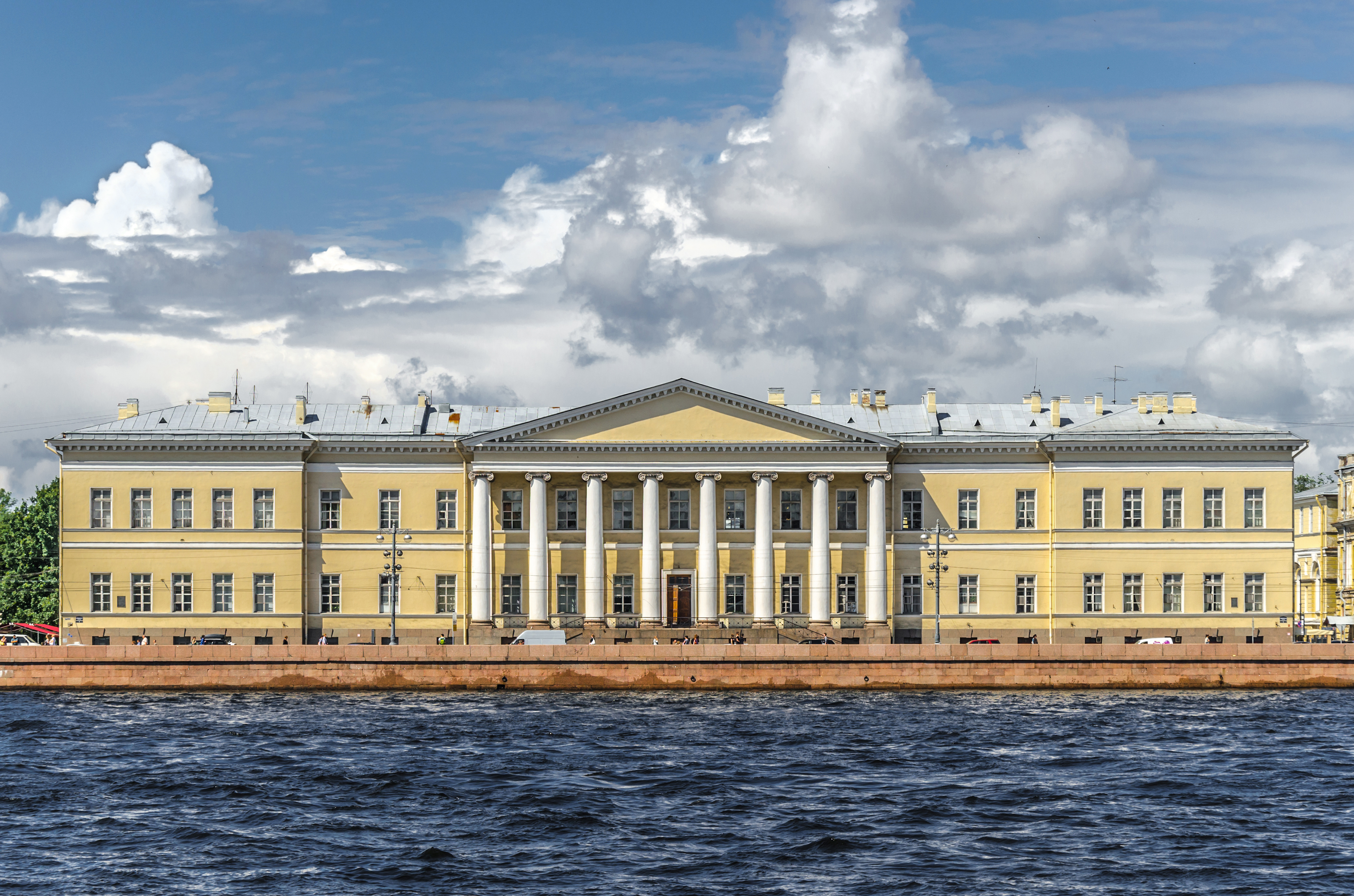
Будівля Петербурзької академії наук на Василівському острові (Університетська наб., Будинок 5)

Після оприлюднення указу «Про заснування Академії Наук та Мистецтв» Л. Л. Блюментрост почав активне листування, метою якого було запрошення з-за кордону в Росію майбутніх професорів Академії (єдиним професором першого складу Академії, який вже проживав до цього часу в Росії, був ботанік Й. Х. Буксбаум, що завідував Аптекарським городом при Медичній канцелярії в Санкт-Петербурзі). Після смерті Петра I (28 січня (8 лютого) 1725) вступила на престол імператриця Катерина I узяв створювану Академію під своє заступництво; скориставшись цим, Блюментрост домігся, щоб для проживання академіків і взятих ними студентів Академії був переданий відібраний в казну будинок опального барона П. П. Шафірова на Васильєвському острові.
Протягом 1725 року були укладені контракти з усіма професорами первісного складу Академії. Поступово вони з'їжджалися в Санкт-Петербург, приступаючи по приїзді до виконання своїх обов'язків. Вже 15 (26) серпня 1725 року Л. Л. Блюментрост зміг представити імператриці в її Літньому палаці декількох академіків; на цій зустрічі зі звернутими до імператриці вітальними промовами виступили академіки Я. Герман і Г. Б. Більфінгер. На новій зустрічі Катерини I з академіками (24 листопада (5 грудня) 1725 p.) вона оголосила про намір звести в академіки двох молодих вчених (прибулих у Петербург разом з Г. Б. Більфінгером як студенти) — Ф. Х. Майера і Х. Ф. Гросса; 29 січня (9 лютого) 1726 року вони були призначені екстраординарними професорами (тобто академіками без власної кафедри) відповідно математики і повчальної філософії.
7 (18) грудня 1725 p. був виданий іменний указ Катерини I «Про відкриття наміченої до заснування імператором Петром Великим Академії наук і про призначення президентом лейб-медика Лаврентія Блюментроста». Відкриття Академії відбулося 27 грудня 1725 (7 січня 1726) року на урочистому засіданні, яке проходило у колишньому будинку Шафірова.
| Склад Петербурзької Академії наук на момент відкриття | Склад Петербурзької Академії наук на момент відкриття | Склад Петербурзької Академії наук на момент відкриття      | Склад Петербурзької Академії наук на момент відкриття | Склад Петербурзької Академії наук на момент відкриття | Склад Петербурзької Академії наук на момент відкриття |
| Академік                                              | Роки життя                                            | Посада                                                     | Дати                                                  | Дати                                                  | Дати                                                  |
| Академік                                              | Роки життя                                            | Посада                                                     | підписання контракту                                  | приїзд до Петербургу                                  | вибуття з Академії                                    |
| ----------------------------------------------------- | ----------------------------------------------------- | ---------------------------------------------------------- | ----------------------------------------------------- | ----------------------------------------------------- | ----------------------------------------------------- |
| Л. Блюментрост                                        | 1692—1755                                             | президент Академії                                         | 25.11.1725                                            | —                                                     | 6.07.1733                                             |
| І. Д. Шумахер                                         | 1690—1761                                             | секретар у справах Академії                                | 1725                                                  | 1714                                                  | 2.07.1761                                             |
| Я. Герман                                             | 1678—1733                                             | академік по кафедрі вищої математики                       | 8.01.1725                                             | 14.08.1725                                            | 09.1730                                               |
| Х. Мартіні                                            | 1699—после 1739                                       | академік по кафедрі логіки і метафізики                    | 13.01.1725                                            | 06.1725                                               | 25.01.1729                                            |
| Й. П. Коль                                            | 1698—1778                                             | академік по кафедрі красномовства та церковної історії     | 7.02.1725                                             | 1725                                                  | 08.1727                                               |
| Г. Б. Більфінгер                                      | 1693—1750                                             | академік по кафедрі экспериментальної і теоретичної фізики | 1.03.1725                                             | 14.08.1725                                            | 09.1730                                               |
| М. Бернуллі                                           | 1695—1726                                             | академік по кафедрі механіки                               | 1725                                                  | 27.10.1725                                            | 29.07.1726                                            |
| Д. Бернуллі                                           | 1700—1782                                             | академік по кафедрі фізіології                             | 1725                                                  | 27.10.1725                                            | 24.06.1733                                            |
| Ж. Н. Деліль                                          | 1688—1768                                             | академік по кафедрі астрономії                             | 8.06.1725                                             | 02.1726                                               | 1747                                                  |
| Й. Х. Буксбаум                                        | 1693—1730                                             | академік по кафедрі ботаніки                               | 1.09.1725                                             | 1721                                                  | 11.08.1729                                            |
| Х. Гольдбах                                           | 1690—1764                                             | конференц-секретар Академії                                | 1.09.1725                                             | 1725                                                  | 18.03.1742                                            |
| М. Бюргер                                             | ?—1726                                                | академік по кафедрі хімії й практичної медицини            | 10.1725                                               | 13.03.1726                                            | 22.07.1726                                            |
| Й. Г. Дювернуа                                        | 1691—1759                                             | академік по кафедрі анатомії й зоології                    | 3.11.1725                                             | 12.1725                                               | 25.05.1740                                            |
| Г. З. Байер                                           | 1694—1738                                             | академік по кафедрі грецьких і римських старожитностей     | 3.12.1725                                             | 17.02.1726                                            | 1737                                                  |
| Й. С. Бекенштейн                                      | 1684—1742                                             | академік по кафедрі правознавства                          | 3.12.1725                                             | 24.06.1726                                            | 05.1735                                               |

Статус — організаційний і матеріальний — перших академіків був різним. За місцем у структурі Академії та університету виділялися: президент Академії; секретар його величності у справах Академії; професора (очолювали кафедри); конференц-секретар Академії; з 1726 р. — також екстраординарні професори і ад'юнкти (працювали при тій чи іншій кафедрі). Академікам була призначена платня (вельми значна на ті часи): в 1726 р. річну платню Ж. Н. Деліль становило 1800 руб., Я. Германа — 1500 руб. (ці двоє вчених мали до того часу європейську популярність і були вже членами інших академій), інших професорів — від 500 до 1000 руб., ад'юнктів — 300 руб.
У перший період свого існування Академія ділилася на три «класи» (відділення), кожен з яких складався з кафедр:
- математичний клас — кафедри: вищої математики; астрономії (з географією і навігацією); механіки; фізіології;
- фізичний клас — кафедри: експериментальної і теоретичної фізики; хімії та практичної медицини; ботаніки; анатомії та зоології;
- гуманітарний клас — кафедри: красномовства та церковної історії; грецьких і римських старожитностей; правознавства; логіки і метафізики[14].

При Академії наук були створені Академічний університет і Академічна гімназія.
Науково-дослідні роботи професорів і ад'юнктів після обговорення на засіданнях Академії публікувалися в «Коментарях» — періодичному друкованому органі Академії наук, що видавався на латинській мові. Наукова діяльність Петербурзької Академії наук досить швидко отримала визнання в європейських наукових колах, а «Коментарі» зреферована в німецьких, французьких і голландських наукових журналах. Склалися міцні наукові зв'язки Петербурзької Академії наук з іншими академіями і науковими товариствами.
У XVIII столітті при Академії містилися:
- бібліотека,
- музей Кунсткамера,
- обсерваторія,
- фізичний кабінет,
- хімічна лабораторія (заснована в 1748 р. М. В. Ломоносовим),
- анатомічний театр,
- художні класи,
- майстерні,
- друкарня.

## Членство
Спочатку була створена двоступенева система членства — ад'юнкт і академік. У 1759 році було введено звання члена-кореспондента. У Регламенті 1803 року з'явилася ще одна академічна ступінь — перехідна від ад'юнкта до ординарного академіка — екстраординарний академік. Так до початку XIX ст. сформувалося 5 ступенів в академічній ієрархії: почесний член, член-кореспондент, ад'юнкт, екстраординарний академік, ординарний академік. Ця система протрималася до 1927 року.

## Будівлі

Будівля Кунсткамери — символ РАН

Спочатку Петербурзька академія наук розташовувалася в будинку П. П. Шафірова на Міському острові, з 1728 року — на Васильєвському острові в будівлі Кунсткамери і розташованому поруч палаці цариці Параски Федорівни. Будівля Кунсткамери з початку XVIII ст. є символом російської академії наук.

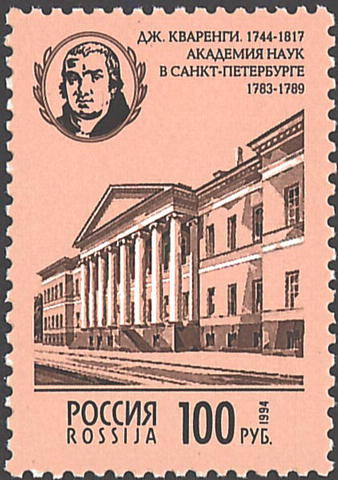
Дж. Кваренгі. 1744—1817. Академія наук у Санкт-Петербурзі 1783—1789. Поштова марка Росії, 1994 р.

У 1783-89 р. архітектором Дж. Кваренгі для академії було побудовано нову будівлю на Університетській набережній, будинок 5. Зараз ця будівля є пам'яткою архітектури суворого класицизму, ланка ансамблю Стрілки Васильєвського острова і Університетській набережній. У ньому розміщувалися академічні магазини (склади), книжкова крамниця і квартири службовців.
Головний фасад триповерхового прямокутного в плані будівлі звернений на Велику Неву. Нижній цокольний поверх облицьований гранітом. Урочисті гранітні сходи ведуть на майданчик біля головного входу у вестибюль на другому поверсі. Збереглося оздоблення інтер'єрів конференц-залу й парадних сходів, на майданчику якого в 1925 встановлено мозаїчне панно М. В. Ломоносова «Полтавська баталія».